# Yoshida Tōyō
Yoshida Tōyō est un nom japonais traditionnel ; le nom de famille (ou le nom d'école), Yoshida, précède donc le prénom (ou le nom d'artiste).
Yoshida Tōyō (吉田東洋, 1816-6 mai 1862) est un samouraï du domaine de Tosa. Gotō Shōjirō est son neveu par alliance.
En 1853, il est nommé à la tête du domaine de Tosa par son daimyo Yamanouchi Toyoshige pour le réformer et le moderniser.
Il est assassiné le 6 mai 1862 par trois membres d'un parti conservateur appelé Tosa kinnoto.

## Source de la traduction
- (en) Cet article est partiellement ou en totalité issu de l’article de Wikipédia en anglais intitulé « Yoshida Tōyō » (voir la liste des auteurs).